# Ситоку
Ситоку (яп. 至徳 ситоку) — девиз правления (нэнго) японского императора Го-Комацу из северной династии, использовавшийся с 1384 по 1387 год .
В Южном Дворе в этот период правил император Го-Камэяма с нэнго Гэнтю (1384—1392).

## Продолжительность
Начало и конец эры:
- 27-й день 2-й луны 4-го года Эйтоку (по юлианскому календарю — 19 марта 1384);
- 23-й день 8-й луны 4-го года Ситоку (по юлианскому календарю — 5 октября 1387).

## Происхождение
Название нэнго было заимствовано из классического древнекитайского сочинения «Сяо Цзин» (кит. 孝經, пиньинь Xiào Jīng, буквально: «Канон сыновней почтительности»):「先王有至徳要道、以訓天下、民用和睦、上下亡怨」.

## События
даты по юлианскому календарю
- 1384 год (3-я луна 1-го года Ситоку) — сёгун Асикага Ёсимицу ушёл с должности «левого генерала»[7];
- 1385 год (8-я луна 2-го года Ситоку) — Ёсимицу помолился в храме Касуга-тайся[7];
- 1385 год (2-й год Ситоку) — силы Южного Двора потерпели поражение в княжестве Кога[8];
- 1386 год (7-я луна 3-го года Ситоку) — Ёсимицу приказал монастырским центрам Годзан составить список лучших буддийских храмов; лучшим в своём роде был назван Нандзэн-дзи[7];
- 1387-89 годы (4-й год Ситоку — 1-й год Коо) — конфликт в роде Токи в провинции Мино[8];

## Сравнительная таблица
Ниже представлена таблица соответствия японского традиционного и европейского летосчисления. В скобках к номеру года японской эры указано название соответствующего года из 60-летнего цикла китайской системы гань-чжи. Японские месяцы традиционно названы лунами.
| 1-й год Ситоку (Деревянная Крыса) | 1-я луна        | 2-я луна   | 3-я луна* | 4-я луна  | 5-я луна  | 6-я луна*               | 7-я луна  | 8-я луна*  | 9-я луна    | 9-я луна (високосная) * | 10-я луна* | 11-я луна     | 12-я луна*     |
| 1-й год Гэнтю                     | 1-я луна        | 2-я луна   | 3-я луна* | 4-я луна  | 5-я луна  | 6-я луна*               | 7-я луна  | 8-я луна*  | 9-я луна    | 9-я луна (високосная) * | 10-я луна* | 11-я луна     | 12-я луна*     |
| --------------------------------- | --------------- | ---------- | --------- | --------- | --------- | ----------------------- | --------- | ---------- | ----------- | ----------------------- | ---------- | ------------- | -------------- |
| Юлианский календарь               | 23 января 1384  | 22 февраля | 23 марта  | 21 апреля | 21 мая    | 20 июня                 | 19 июля   | 18 августа | 16 сентября | 16 октября              | 14 ноября  | 13 декабря    | 12 января 1385 |
| 2-й год Ситоку (Деревянный Бык)   | 1-я луна        | 2-я луна*  | 3-я луна  | 4-я луна  | 5-я луна* | 6-я луна                | 7-я луна* | 8-я луна   | 9-я луна    | 10-я луна*              | 11-я луна  | 12-я луна*    |                |
| 2-й год Гэнтю                     | 1-я луна        | 2-я луна*  | 3-я луна  | 4-я луна  | 5-я луна* | 6-я луна                | 7-я луна* | 8-я луна   | 9-я луна    | 10-я луна*              | 11-я луна  | 12-я луна*    |                |
| Юлианский календарь               | 10 февраля 1385 | 12 марта   | 10 апреля | 10 мая    | 9 июня    | 8 июля                  | 7 августа | 5 сентября | 5 октября   | 4 ноября                | 3 декабря  | 2 января 1386 |                |
| 3-й год Ситоку (Огненный Тигр)    | 1-я луна*       | 2-я луна   | 3-я луна* | 4-я луна  | 5-я луна* | 6-я луна                | 7-я луна  | 8-я луна*  | 9-я луна    | 10-я луна               | 11-я луна* | 12-я луна     |                |
| 3-й год Гэнтю                     | 1-я луна*       | 2-я луна   | 3-я луна* | 4-я луна  | 5-я луна* | 6-я луна                | 7-я луна  | 8-я луна*  | 9-я луна    | 10-я луна               | 11-я луна* | 12-я луна     |                |
| Юлианский календарь               | 31 января 1386  | 1 марта    | 31 марта  | 29 апреля | 29 мая    | 27 июня                 | 27 июля   | 26 августа | 24 сентября | 24 октября              | 23 ноября  | 22 декабря    |                |
| 4-й год Ситоку (Огненный Кролик)  | 1-я луна*       | 2-я луна*  | 3-я луна  | 4-я луна* | 5-я луна  | 5-я луна (високосная) * | 6-я луна  | 7-я луна*  | 8-я луна    | 9-я луна                | 10-я луна* | 11-я луна     | 12-я луна      |
| 4-й год Гэнтю                     | 1-я луна*       | 2-я луна*  | 3-я луна  | 4-я луна* | 5-я луна  | 5-я луна (високосная) * | 6-я луна  | 7-я луна*  | 8-я луна    | 9-я луна                | 10-я луна* | 11-я луна     | 12-я луна      |
| Юлианский календарь               | 21 января 1387  | 19 февраля | 20 марта  | 19 апреля | 18 мая    | 17 июня                 | 16 июля   | 15 августа | 13 сентября | 13 октября              | 12 ноября  | 11 декабря    | 10 января 1388 |

* звёздочкой отмечены короткие месяцы (луны) продолжительностью 29 дней. Остальные месяцы длятся 30 дней.